# Lothaire Bluteau
Lothaire Bluteau (Montréal, 14 aprile 1957) è un attore canadese.

## Biografia
Vinse un Genie Award per la miglior interpretazione attore protagonista per Jésus de Montréal e partecipò al film Ho sparato a Andy Warhol.

## Filmografia

### Cinema
- Rien qu'un jeu, regia di Brigitte Sauriol (1983)
- Les années de rêves, regia di Jean-Claude Lebrecque (1984)
- Sonia, regia di Paule Baillargeon (1986)
- Les fous de Bassan, regia di Yves Simoneau (1987)
- Bonjour Monsieur Gauguin, regia di Jean-Claude Lebrecque (1988)
- Jésus de Montréal, regia di Denys Arcand (1989)
- Manto nero (Black Robe), regia di Bruce Beresford (1991)
- Orlando, regia di Sally Potter (1992)
- Il tocco della mano (Dotknięcie ręki), regia di Krzysztof Zanussi (1992)
- Il confessionale (Le Confessional), regia di Robert Lepage (1995)
- Ho sparato a Andy Warhol (I Shot Andy Warhol), regia di Mary Harron (1996)
- Bent, regia di Sean Mathias (1997)
- Conquest, regia di Piers Haggard (1998)
- Animals (Animals with the Tollkeeper), regia di Michael Di Jiacomo (1998)
- Senso unico, regia di Aditya Bhattacharya (1999)
- Urbania, regia di Jon Shear (2000)
- Dead Heat, regia di Mark Malone (2002)
- Julie Walking Home, regia di Agnieszka Holland (2002)
- Crimini nascosti (Desolation Sound), regia di Scott Weber (2005)
- Disappearances, regia di Jay Craven (2006)
- Walk All Over Me, regia di Robert Cuffley (2007)
- Inconceivable, regia di Mary McGuckian (2008)
- Don't Look Up, regia di Fruit Chan (2009)
- The Making of Plus One, regia di Mary McGuckian (2010)
- L'enfant prodige, regia di Luc Dionne (2010)
- Gravy, regia di James Roday (2015)
- Regression, regia di Alejandro Amenábar (2015)

### Televisione
- In volo per un sogno (Mrs. 'Arris Goes to Paris), regia di Anthony Pullen Shaw - film TV (1992)
- Nostromo (Joseph Conrad's Nostromo), regia di Alastair Red – miniserie TV (1996)
- Tiro al bersaglio (Shot Through the Heart), regia di David Attwood - film TV (1998)
- Vikings - serie TV (2015-in corso)
- Miami Vice - stagione 2 episodio n.13

## Doppiatori italiani
- Massimo Rossi in Orlando, Nostromo
- Massimo Giuliani in Manto nero
- Oreste Baldini in Ho sparato a Andy Warhol
- Alessio Cigliano in Law & Order - Unità vittime speciali (ep. 1x06)
- Patrizio Cigliano in Law & Order - Unità vittime speciali (ep. 4x15)
- Gianni Quillico in Vikings